# Bertrand de Labbey
Pour les articles homonymes, voir Labbey.
Bertrand de Labbey de La Besnardière, né le 6 octobre 1938, est un agent artistique français, patron d'Artmedia jusqu'en 2016.

## Biographie
Bertrand Philippe Fernand Marie de Labbey de La Besnardière, né le 6 octobre 1938 à Vierzon, est issu d'une famille de la noblesse normande originaire de Falaise (Calvados). Il est le fils de Simone Garapin et de Christian de Labbey de La Besnardière, ancien lieutenant de l'Armée de l'air pendant la Seconde Guerre mondiale, pilote militaire du général de Lattre de Tassigny,. Ses parents élèvent à Vierzon, Chatou, puis Maisons-Alfort leurs quatre enfants.
Échouant à HEC, Bertrand intègre l’École supérieure de commerce de Reims et passe le CAPES en sciences et techniques économiques. Il rencontre à Reims, Gilbert Bécaud pour qui il va travailler sept ans avant de monter sa propre société, Sidonie, qu’il vendra par la suite à EMI. 
En 1968, Marie-France Brière, réalisatrice à Europe 1, lui fait écouter un album de Julien Clerc et signe un contrat avec lui. Il devient gérant des éditions Rideau rouge. Après un premier refus d'Artmedia, son fondateur, Gérard Lebovici, accepte, en 1975, de créer, dans le domaine musical, une branche de l’agence « Voyez mon agent » (VMA), dont il détient 51 % du capital et en trois ans, atteint la moitié du chiffre d’affaires d'Artmédia. Après l'assassinat de Gérard Lebovici et la démission de Jean-Louis Livi, il emprunte, en 1990, 13 millions de francs et prend la majorité du capital d'Artmedia. 
Il devient producteur de concerts avec sa société Backline avec Rose Léandri, administratrice du Festival de Cannes et de l'Académie des Césars. Il représente neuf cents artistes. Il est à l'origine des premières renégociations des royalties de Serge Gainsbourg et du plus important cachet pour Jamel Debbouze de deux millions d'euros, pour le film Astérix et Obélix : Mission Cléopâtre.
En 2005, il est nommé chevalier de la Légion d'honneur. 
En 2012, Cécile Felsenberg et Céline Kamina quittent Artmedia avec 150 talents, réalisateurs et acteurs, contre 2,2 millions d'euros, en guise d'indemnités, pour créer UBBA.
En 2016, Bertrand de Labbey cède Artmedia à Claire Blondel mais conserve l'agence VMA ; les équipes se séparent en deux agences concurrentes qui gardent chacune leur nom.

### Vie privée
Il a eu une relation avec Catherine Deneuve, ainsi qu'une autre avec Marie-France Brière, avant d'épouser la Brésilienne Marcia, ancienne femme de Claude Nougaro, ex-amie de Baden Powell de Aquino, avec qui il a deux enfants.